# Terremoto de Guayaquil de 1942
El terremoto de Ecuador de 1942 con epicentro en jama, Manabí.fue un movimiento sísmico que ocurrió el 13 de mayo a las 9:13 a. m. ECT, tuvo una magnitud de 7.9. El terremoto golpeó las regiones costeras de Ecuador, causando daños principalmente en ciudades como Guayaquil, Portoviejo y Guaranda, particularmente en edificios de hormigón armado. Más de 300 personas perdieron la vida y el daño total costó aproximadamente US $ 2,5 millones (tasa de 1942) como resultado del terremoto.
Guayaquil, la ciudad más grande de Ecuador, fue la más afectada a pesar de la importante distancia del epicentro. Muchas estructuras de hormigón armado de la ciudad quedaron completamente destruidas.

## Entorno tectónico
La placa de Nazca se sumerge debajo de la placa de América del Sur a lo largo de un límite de placa convergente que se extiende desde Colombia hasta Chile en un proceso conocido como subducción. Este límite de placa ocasionalmente produce grandes terremotos de megafonía a lo largo de la costa oeste de América del Sur. La zona de subducción Ecuador-Colombia ocupa parte de este límite de placa, donde la tasa de convergencia está entre 5 y 8 cm / año. A medida que las placas convergen, la energía elástica se almacena en la zona de subducción donde la fricción entre las placas las bloquea en su lugar. Una vez que la tensión en la subducción es demasiado grande, las placas se deslizan y la zona de subducción se rompe en un terremoto.

## Terremoto

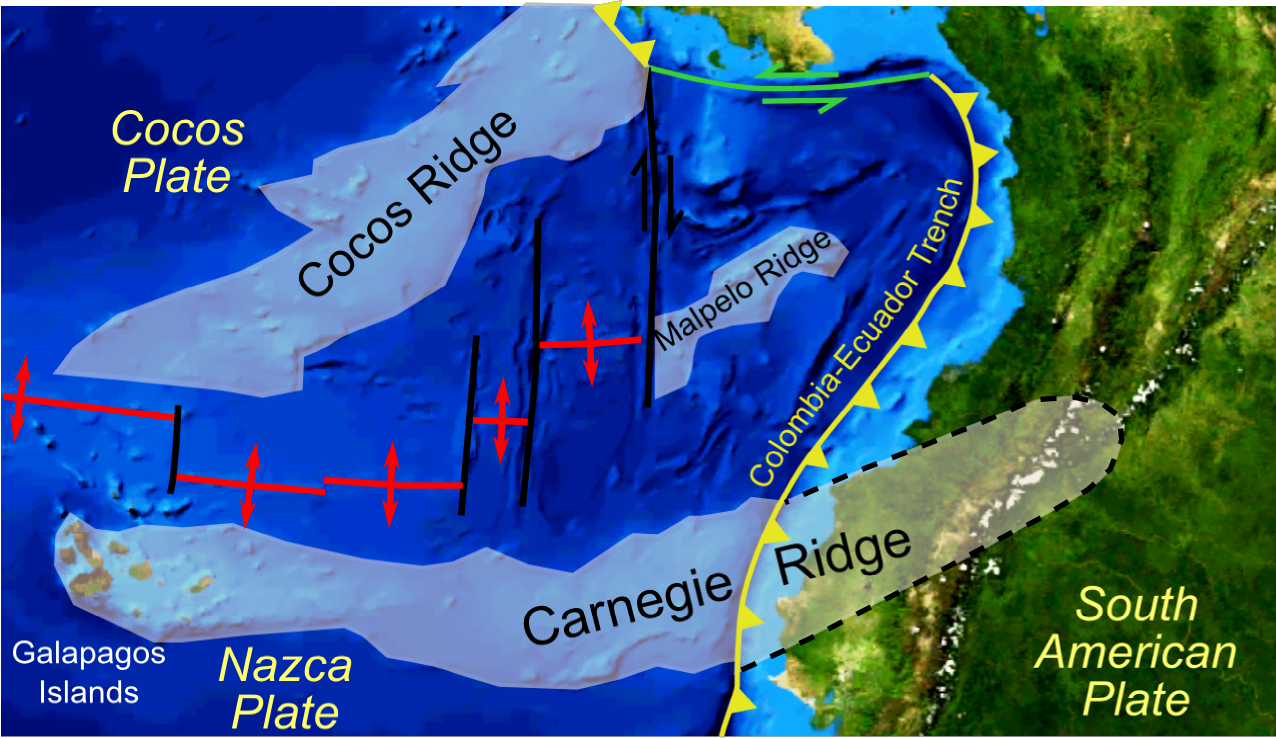
El flanco norte de la Cordillera Carnegie tal como está debajo de la costa de Ecuador, donde ocurrió el terremoto.

El terremoto golpeó con una profundidad de hipocentro de 20 km y un epicentro aproximadamente a 15 km al oeste de Pedernales a las 02:13 a. m. hora. local. La capital, Quito, estaba ubicada a unos 165 km del lugar del terremoto.
El terremoto de 1942, que fue uno de los más grandes del país, rompió una sección de la zona de subducción que estuvo involucrada en el evento de 1906 que rompió la falla por aproximadamente 500 km. Se dice que la ubicación epicentral aproximada está a lo largo de los flancos norte de Cordillera submarina de Carnegie. En 52 segundos, el momento del terremoto se dio a conocer en un simple evento. Tras reubicar las réplicas y examinar su distribución, el terremoto había roto una sección de 200 km por 90 km de la zona de subducción.
Es el primer acontecimiento  en una secuencia de terremotos grandes que  re-rupture la zona de subducción con acontecimientos subsiguientes en 1958, 1979 y 1998, mientras el 2016 acontecimiento era un repetir del 1942 terremoto. Esto era similar a qué estuvo visto en Sumatra en el principio del siglo XXI con terremotos múltiples rupturing la zona de subducción más que en uno acontecimiento grande.
Los terremotos de 1942 y 2016 es parte de un ciclo de repitió acontecimientos con un medianos recurrence intervalperiod de 74 años, indicando que el acontecimiento próximo puede ocurrir en 2090.

## Efectos
La ciudad más grande de Ecuador Guayaquil padeció el peor durante el terremoto, con más de 100 vidas perdieron, y derrumbamientos de aumento alto numerosos. El daño era también observado en Manabí, Guayas, Los Ríos, Esmeraldas, Bolívar y Imbabura.
Moderado al daño alto estuvo informado en el Guayaquil; al menos 250 km del terremoto. En el centro comercial, el terremoto tuvo una intensidad máxima de IX (Violento) a VIII (Severo) en el Mercalli escala de intensidad, mientras el resto de la ciudad y las ciudades circundantes estuvieron expuestas a intensidad VII (Muy fuerte) a VI (Fuerte). Edificios de variado tipo como los cines y los teatros estuvieron destruidos o dañados por el sismo. En esta zona de intensidad alta, uno reforzó el edificio concreto completamente colapsado mientras otro casi se destruyó completamente . Tres estructuras concretas reforzadas altas y un número de edificios uno a dos storeys derrumbamientos completos padecidos altos. Un edificio que albergaba una clínica en el primer piso se derrumbó y mató a 29 personas. Otras tres estructuras tuvieron vigas en sus primeros pisos tan mal puestas que los soportes tuvieron que ser instalados inmediatamente antes de que  podrían ser reparados o se derrumbaría. La ubicación donde la intensidad más fuerte estuvo sentida en Guayaquil es oeste justo del Guayas Río, y del sur de Cerro Del Carmen. La razón para el repentino violento sacudiendo en esta parte de la ciudad estuvo atribuida a su ubicación—la ciudad está construida encima agua-aluvión y arcilla saturados depositados por el Guayas Río. Este encuadre geológico local amplificó el sísmico agita cuál empeoró la fuerza de movimiento de tierra en la ciudad.
Se reportaron daños más graves en las ciudades de Chone, Portoviejo, Manta, Junín, Calceta y Pedernales. En el Cantón Naranjal se formaron grandes fisuras en el suelo que permitieron la erupción de un "líquido espumoso". Muchas casas y edificios a lo largo de la costa resultaron gravemente dañados o destruidos.
El temblor se sintió hasta la región de Oriente en el este y las ciudades fronterizas de Colombia en el norte.
Después del temblor principal, dos fuertes réplicas sacudieron la costa de Ecuador, causando más pánico. Muchos residentes supervivientes decidieron vivir en las calles por la noche por miedo de más daños en sus casas.